# كمال دقيش
كمال دقيش هو سياسي تونسي، يشغل منصب وزير الشباب والرياضة والإدماج المهني في حكومة هشام المشيشي منذ 1 أغسطس 2020.